# Tlingit (volk)

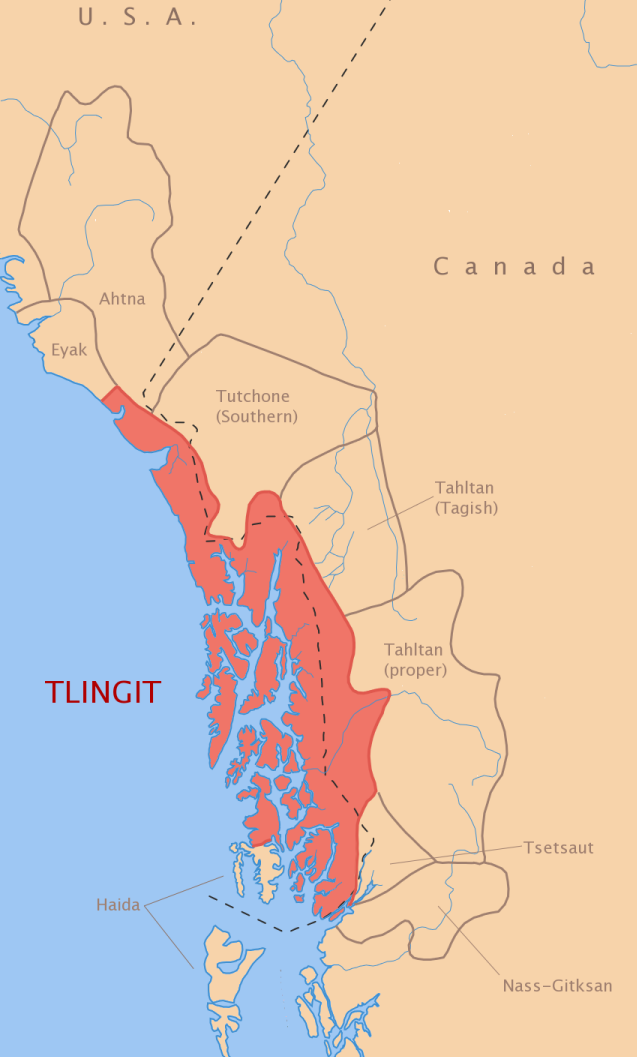
Tlingit

De Tlingit zijn een indianenvolk dat voorkomt in het zuidoosten van Alaska en de aangrenzende gebieden van Canada. Historisch zijn zij rivalen van het Haida-volk, met wie zij oorlog voerden. Ook het latere contact met Russische kolonisten in 1741 verliep desastreus doordat deze infectieziekten meenamen waar zij geen weerstand tegen bezaten. Tot op de dag van vandaag wordt het leven van de Tlingit vooral door de natuur bepaald: hun hoofdbezigheden zijn vissen, houthakken en het jagen op wapitiherten.